# كريستوفر إدواردز
كريستوفر إدواردز (18 مايو 1958 - ) (بالإنجليزية: Christopher Edwards)‏ هو لاعب كريكت بريطاني.